# Cantó de La Grand Comba
El cantó de La Grand-Combe és un cantó del departament francès del Gard, situat al districte d'Alès. Té sis municipis i el cap cantonal és La Grand Comba.

## Municipis

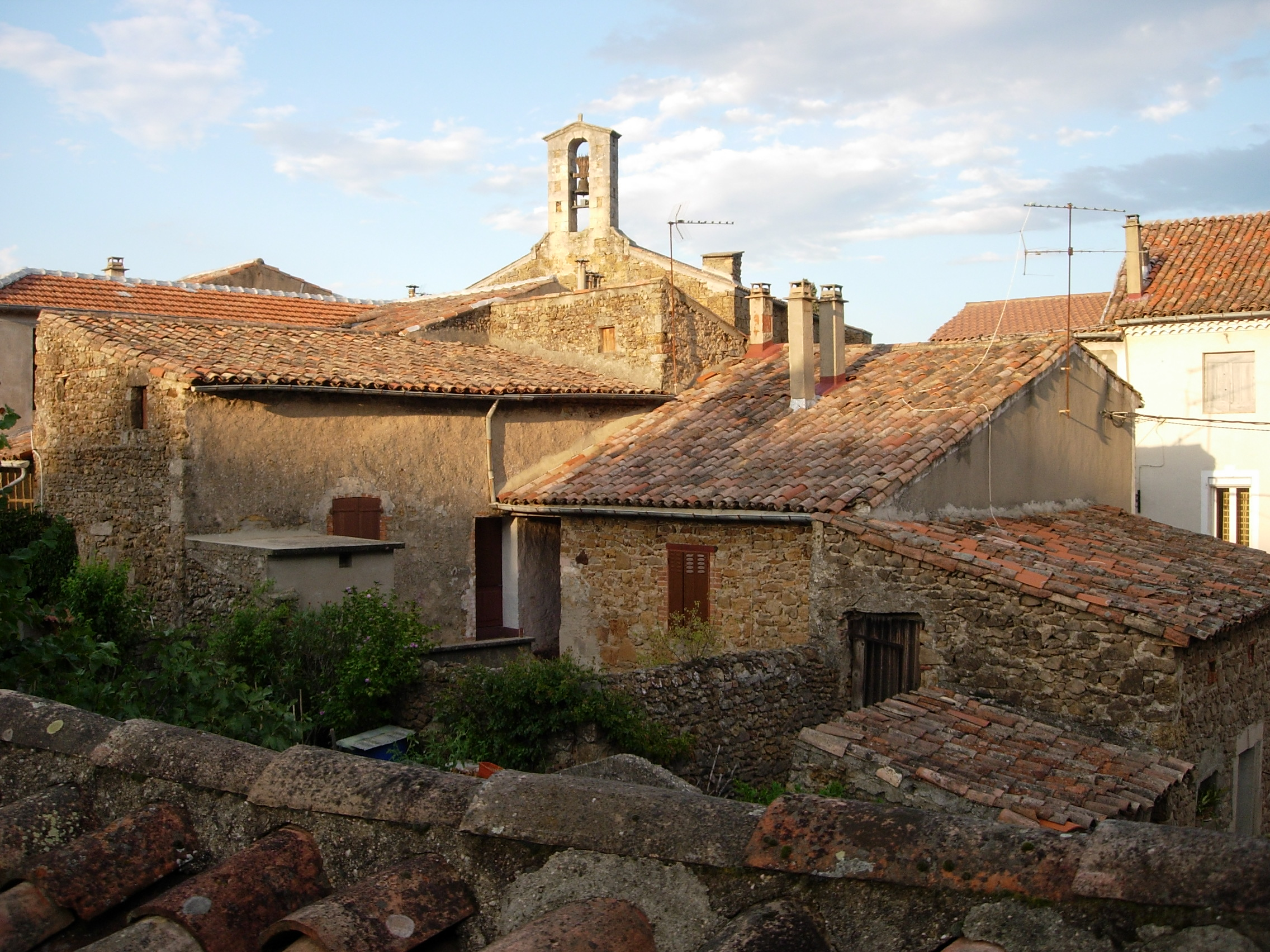
El poble de Mas-Dieu

- Branós e las Talhadas
- La Grand Comba
- La Melosa
- La Val
- Las Salas de Gardon
- Senta Cecília d'Andòrge